# Église de Sandavágur
L’église de Sandavágur est une église à toit rouge située dans la ville de Sandavágur (îles Féroé), construite en 1917. Un mémorial a été érigé à l'extérieur de l'église, en souvenir des nombreux navires qui ont été coulés dans la région au cours de la Seconde Guerre mondiale. L'église est également connue pour abriter la pierre runique de Sandavágur, qui indique que le norvégien Torkil Onundarson, originaire du Rogaland, a été le premier colon à s'implanter dans cet endroit, probablement au XIIIe siècle.